# سیارک ۲۷۸۰
سیارک ۲۷۸۰ (به انگلیسی: 2780 Monnig، نامگذاری:1981DO2) دو هزار و هفتصد و هشتادمین سیارک کشف شده‌است که در ۲۸ فوریه ۱۹۸۱ کشف شد.
قدر مطلق سیارک برابر ۱۳٫۳۰ است.